# Плевічень
Плевічень, Плевічені (рум. Plăviceni) — село у повіті Олт в Румунії. Входить до складу комуни Скерішоара.
Село розташоване на відстані 131 км на південний захід від Бухареста, 53 км на південь від Слатіни, 72 км на південний схід від Крайови.

## Населення
За даними перепису населення 2002 року у селі проживали 800 осіб, усі — румуни. Усі жителі села рідною мовою назвали румунську.